# Jesús Mestre Godes
Jesús Mestre Godes (Sarriá, Barcelona, 1925 -25 de marzo de 2023) fue un historiador y ensayista español.

## Biografía
De ascendencia materna valenciana, su segundo apellido tiene origen en Herbés (Puertos de Morella).
Obtuvo el título de perito textil y trabajó de contramaestre en la fábrica de seda artificial Vilà Rubira, en el Putxet. Pasó después a ser adjunto de gerencia en la fábrica de almidón de Can Riba, hasta que se jubiló en 1990. Poco antes ya había escrito algunos libros, y al retirarse se dedicó a la literatura de ensayo y de viajes. Se interesó en el catarismo tras un viaje al Languedoc y ha escrito diversos libros de gran difusión. También se ha interesado por la historia medieval catalana. En 2014 recibió la Medalla de Honor de Barcelona. Jesús Mestre y Godes, Historiador Autodidacta se convirtió en un exitoso divulgador de historia una vez jubilado. A finales de los años 1990, se produjo una especie de fiebre histórica en torno a los cátaros, esos "buenos hombres" condenados y perseguidos por la Iglesia oficial. Hubo un cierto reflejo y paralelismo entre muchos Catalanes del presente y aquella gente medieval desgraciada. El primero en sentirse identificado, y el gran culpable de aquella moda lectora fruto de una cierta idealización, fue un historiador atípico, Jesús Mestre y Godes, un Perito Industrial que a los 69 años de edad encontró en la escritura su auténtica afición de jubilado. Llegó a escribir 25 libros en 23 años. Su gran éxito fue "Los cátaros. Problema religioso, pretexto político" (Ediciones 62,1994), un superventas que sorprendió incluso a la misma editorial, que inicialmente no creía. Desde su casa de Sarriá (ciudad de Barcelona, España), el autodidacta Jesús Mestre y Godes tuvo una vejez intelectualmente muy activa y grafómana. No había ido a la universidad: la Posguerra no se lo permitió. Huérfano de padre de pequeño, en la familia no tenían recursos. Hizo un peritaje y con los años llegó a convertirse en gerente de la empresa Riba, inicialmente una fábrica de almidón que acabaría importando y exportando bienes industriales, primero vinculada al sector papelero y textil y después también al alimentario. El deslumbramiento de Jesús Mestre y Godes con los cátaros supo transmitirlo al gran público, haciendo del sanguinario francés Simón IV de Montfort la bestia negra y del rey catalán Pedro el Católico, padre del futuro Jaime I de Aragón, la víctima. Aunque como su nombre indica inicialmente había perseguido la Herejia, finalmente Pedro el Católico se puso del lado de los caballeros cátaros, con  el resultado trágico de su muerte en la Batalla de Muret el 12 de septiembre de 1213, cuando Cataluña perdió la conexión occitana. Jesús Mestre y Godes también exploró a los Templarios y los primeros cristianos, con la que estableció una vital identificación. De hecho, en los cátaros vio un regreso a los orígenes de sencillez y coherencia moral de los primeros cristianos. Jesús Mestre y Godes murió el 25 de marzo de 2023 en su Sarriá natal a los 98 años de edad.

## Obras (encatalán)
- Viatge a Itàlia amb el Tirol de Torna (1987)
- Viatge als Llacs (1989)
- El Comunisme, un cercle clos
- Els Càtars, problema religiós, pretext polític (1994)
- El poder i la dignitat:relat sobre les vides encreuades de Pere III i Bernat de Cabrera (1995), novela
- Viatge al País dels Càtars (1995), guía de viajes
- Els templers: alba i crepuscle dels cavallers (1996)
- El Somni d'Occitània (1996) con Robert Lafont, Josep M. Salrach, Mercè Aventin, Jordi Cerdà Subirachs, Josep Maria Ainaud de Lasarte y Joan Amorós Pla.
- Els Càtars, la vida i la mort dels Bons Homes (1997)
- Els primers cristians: del Divendres Sant (any 30) al Concili de Nicea (any 325) (1997)
- Breu història de Catalunya (1998)
- Jerusalem (1998)
- El compromís de Casp. Un moment decisiu en la història de Catalunya (1999)
- Un nen de Sarrià: memòries d'infància 1931-1936 (2000)
- Viatge al romànic català (2000) con Joan Albert Adell Gisbert
- La Catalunya Nova (2001)
- Contra els càtars: la implacable repressió de l'església (2002)
- Els càtars explicats als meus néts (2004)